# Schwannomatose
Die Schwannomatose (SWN) ist eine sehr seltene angeborene Form einer Neurofibromatose und wird mit der Neurofibromatose Typ 1 (NF1) und Typ 2 (NF2) als Neurofibromatose-Spektrum-Erkrankungen zusammengefasst. Gegenüber der NF1 ist die Schwannomatose wesentlich seltener. Typischerweise finden sich mehrere Schwannome ohne Mitbeteiligung des Nervus vestibulocochlearis und ohne Katarakt. Das Leitsymptom sind Schmerzen.
Synonyme sind: Neurilemmomatose; Neurofibromatose Typ 3.
Die Erstbeschreibung (als Neurofibromatose Typ 3) stammt aus dem Jahre 1973 durch den japanischen Neurochirurgen Manabu Niimura.

## Verbreitung
Die Häufigkeit wird mit 1 zu 69.000 angegeben und ist damit 20 × seltener als die NF1. Eine Schwannomatose tritt nur in 20 % familiär auf, meist handelt es sich um Neumutationen. Das Vererbungsmuster ist nicht bekannt.

## Ursache
Bei der Schwannomatose sind verschiedene Genmutationen als Ursache beschrieben. Genetische Mosaike sind häufig.
- Am häufigsten sind Mutationen im NF2-Gen auf Chromosom 22 Genort q11.2, welches für das Tumorsuppressorprotein Merlin kodiert. Oft sind diese nur im Tumormaterial nachweisbar.
- deutlich seltener sind Mutationen im SMARCB1-Gen auf Chromosom 22 an q11.23, welches für eine subunit of the SWI/SNF ATP-dependent chromatin-remodeling complex. kodiert.[5]

Mutationen in diesem Gen finden sich auch beim Coffin-Siris-Syndrom Typ 3, Rhabdoid-Prädispositions-Syndrom Typ 1 und dem Rhabdoidtumor
- häufiger sind Mutationen im LZTR1-Gen auf Chromosom 22 an q11.21[7]

Mutationen in diesem Gen finden sich auch beim Noonan-Syndrom 2 und 10.

## Einteilung
Die Datenbank Orphanet führt folgende Formen der Erkrankung:
- NF2-assoziierte Schwannomatose, Synonyme: Akustikusneurinom, bilaterales; NF2; NF2-bedingte Schwannomatose; Neurofibromatose Typ 2; Neurofibromatose, zentrale[8]
- NF2-assoziierte Mosaik-Schwannomatose, Synonyme: MNF2; Mosaik-NF2; Mosaik-NF2-bedingte Schwannomatose; Mosaik-Neurofibromatose Typ 2[9]
- Mosaik-Schwannomatose, Synonyme: MNF3; Mosaik-Neurilemmomatose; Mosaik-Neurofibromatose Typ 3; Mosaik-SWN[10]

Die Internationale Konsens-Empfehlung zur Nomenklatur von 2022. schlägt folgende Einteilung vor nach nachgewiesener genetischer Veränderung:
- NF2-related Schwannomatosis, vormals NF2
- SMARCB1-related schwannomatosis
- LZTR1-related schwannomatosis
- 22q-related schwannomatosis
- schwannomatosis-not otherwise specified (NOS)
- schwannomatosis-not elsewhere classified (NEC)

## Klinische Erscheinungen
Sichere klinische Kriterien sind:
- Alter über 30 Jahre
- Multiple, nicht in der intradermal gelegene Schwannome und gleichzeitig Fehlen von beidseitigen Vestibularisschwannomen, subkapsulärer Katarakt und keine NF2-Mutationen im Blut nachweisbar

oder ein histologisch gesichertes Schwannom und ein erstgradiger Verwandter mit einer Schwannomatose
- Im Vordergrund stehen Schmerzen, meist keine sensomotorischen Ausfälle
- Spinale Schwannome entstehen bei 2 von 3 Betroffenen

Zu vermutende Diagnose bei:
- Alter unter 30 Jahren und sonst den genannten Kriterien

Eine maligne Transformation ist sehr selten.
Multipe Meningeome können vorkommen.

## Diagnose
Die Diagnose ergibt sich aus der Kombination klinischer Befunde und kann durch humangenetische Untersuchung gesichert werden.

## Therapie
Die Behandlung besteht in der Resektion schmerzender oder funktionseinschränkender Schwannome. Eine genetische Untersuchung des Resektates ist wesentlich.